# Tåget
Tåget (engelska: The Train) är en amerikansk-italiensk-fransk krigsfilm från 1964 i regi av Arthur Penn och John Frankenheimer.
Filmen bygger på Rose Vallands bok Le front de l'art.

## Handling
Under andra världskriget planerar tyskarna att transportera en mängd franska konstskatter till Tyskland med tåg. Den franska motståndsrörelsen måste stoppa tilltaget utan att skada lasten.

## Rollista i urval
- Burt Lancaster - Paul Labiche
- Paul Scofield - överste von Waldheim
- Jeanne Moreau - Christine
- Michel Simon - Papa Boule
- Suzanne Flon - mlle Villard
- Wolfgang Preiss - major Herren
- Albert Rémy - Didont
- Charles Millot - Pesquet
- Richard Münch - general von Lubitz
- Jacques Marin - stationsföreståndaren
- Paul Bonifas - Spinet
- Howard Vernon - major Dietrich